# Proteocephalidae
Proteocephalidae är en familj av plattmaskar. Proteocephalidae ingår i ordningen Eucestoda, klassen Neodermata, fylumet plattmaskar och riket djur.